# Paroplites edwardsii
Paroplites edwardsii  (лат.) — вид жуков-усачей из подсемейства прионин. Распространён в Новой Каледонии. Длина тела взрослых насекомых около 75 мм.